# Jorge Varela (ambientalista)
Jorge Varela é um ambientalista hondurenho. Ele recebeu o Prémio Ambiental Goldman em 1999 pela sua contribuição para a conservação marinha no Golfo de Fonseca.